# El Argar

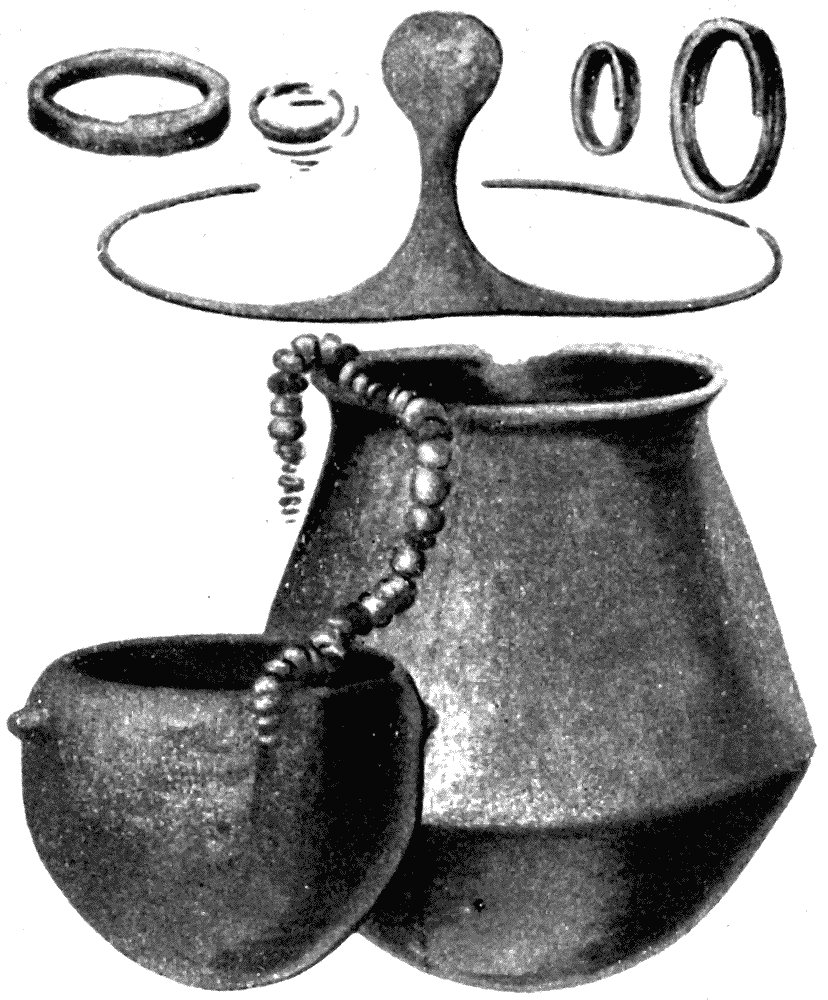
El Argar, enxoval funerário

El Argar é um importante sítio arqueológico de um povoado pré-histórico do sudeste da Península Ibérica, que dá nome à Cultura de El Argar. Eleva-se num planalto com encostas íngremes do lado ocidental, 35 m acima do Rio Antas e encostas mais suaves no resto, estendendo-se por parte do último também.
O importante desenvolvimento desta cultura fez pensar que não mantinha nenhuma relação com as fases anteriores, tendo a sua origem em influências mediterrâneas; actualmente pensa-se que é uma continuidade de Los Millares.
Tem um urbanismo complexo, exclusivo desta cultura. No lugar acharam-se ao redor de duas mil sepulturas, embora apenas se conhecem as estruturas das moradias. Caracteriza-se por um urbanismo em terraços, com uma acrópole situada no mais alto do sítio.
Quanto à sua metalurgia, caracteriza-se pelas armas que são: punhais, espadas e alabardas. Encontra-se a crescente presença de adornos de prata e ouro nos enxovais funerários de maior prestígio. Para o fim do período realizam-se as primeiras ligas de bronze.
Em relação à pecuária e à agricultura há poucas variações; há uma introdução de uma espécie nova, nomeadamente o cavalo, embora provavelmente não se criasse para o consumo alimentar.
O padrão funerário baseia-se em sepulturas individuais ou duplas, situadas sob as casas. O ritual e os enxovais reflectem uma marcada desigualdade social. A partir sobretudo da distribuição dos objetos nas necrópole do mundo argárico, chegou-se a propor que a sociedade argárica já estaria estratificada –embora haja opiniões diversas.
A ideologia dominante é aristocrática e guerreira, a qual se reflete na fortificação dos povoados, a grande importância das armas e a presença destas nos enxovais funerários.
A evolução social argárica cessa no Bronze Tardio e em torno de 1 300 a.C., a informação decairá em toda a Península; para voltar a ter informação clara da fase posterior, o Bronze Final, haverá que aguardar até por volta de 1 000 a.C.

## Bibliografía
- Castro, Pedro V.; et alii (2001). «La sociedad argárica». In:  Marisa Ruiz-Gálvez Priego. La Edad del Bronce ¿Primera Edad de Oro de España? Sociedad, economía e ideología. Barcelona: Crítica. ISBN 84-8432-299-8
- Eiroa García, Jorge Juan (2010). Prehistoria del mundo primera ed. Barcelona: Sello Editorial SL. ISBN 978-84-937381-5-0
- Gilman Guillén, Antonio (1999). «Veinte años de Prehistoria funcionalista en el sureste de España». Boletín del seminario de estudios de Arte y Arqueología (BSAA) (65): 73-98. Consultado em 8 de abril de 2018
- González Marcén, Paloma; Lull, Vicente; Risch, Robert (1992). Arqueología de Europa, 2250-1200 a. C. Una introducción a la "Edad del Bronce" 1 ª ed. Madrid: Síntesis. ISBN 84-7738-128-3
- Izquierdo Egea, Pascual (2016). «Midiendo las fluctuaciones de la economía argárica a través del registro funerario». Arqueología Iberoamericana 30, ISSN 1989-4104, pp. 77–90.
- Lull, Vicente (1983). «La cultura del Argar. Un modelo para el estudio de las formaciones económico-sociales prehistóricas» (PDF). Consultado em 8 de abril de 2018 Parâmetro desconhecido |ciudad= ignorado (ajuda)
- Siret, H.; Siret, L. (2006) [1890]. Las primeras edades del metal en el sudeste de España. Edición facsimilar. Murcia: Museo Arqueológico de Murcia
- Siret, H.; Siret, L. (2006) [1890]. Las primeras edades del metal en el sudeste de España (Álbum) (PDFlink sem parâmetros PDF). Edición facsimilar. Murcia: Museo Arqueológico de Murcia. Consultado em 8 de abril de 2018